# 1953年热带风暴爱丽丝
热带风暴爱丽丝（英語：Tropical Storm Alice）是1953年5月底到6月初吹袭中美洲、古巴和佛罗里达州的罕见淡季热带气旋，也是有纪录以来第一个以女性人名命名的北大西洋热带气旋。气旋于5月25日在西加勒比海成型，移动路线在中美洲上空形成大规模环路。风暴从古巴西部上空经过并降下暴雨，可能导致多人溺毙。接下来气旋的行动路径又在墨西哥湾形成环状，在此期间达到风力时速110公里的最高强度，然后逐渐减弱，于6月6日吹袭佛罗里达州西北狭长地带。该州出现暴雨，但没有受到严重破坏。

## 气象历史
1953年5至6月，墨西哥和中美洲上空存在持续时间异常长久的上层低气压区。5月25日，尼加拉瓜以东海域发展出弱暖芯下层环流。这片天气系统围绕上层低气压区移动，推动低气压区朝西北前进，之后又以弧形路线南下，经过洪都拉斯和中美洲。系统在陆地上空减弱，但在西加勒比海上空又重新强化，于5月31日以每小时80公里风速的热带风暴强度进入古巴西部上空。不过，气象机构直到6月1日风暴进入墨西哥湾时才开始针对爱丽丝发布公告。
气旋获命名的同时，飓风猎人侦察机测得的风速约为每小时105公里，爱丽丝随后的移动路线在古巴西北近海形成又一个圆环。受佛罗里达州近海的冷锋影响，系统很快减弱至热带风暴标准下限。风暴消退幅度很大，气象部门甚至停发公告，迈阿密气象局气象学家詹姆斯·乔治（James George）对此表示：“反正也没什么危险。”再度从古巴近海经过后，爱丽丝转向西北并开始重新增强。6月5日，侦察机估计中心东北方向短暂出现时速110至120公里的强风，气压低至997毫巴（百帕，29.4英寸汞柱），这也是风暴的最高强度。气旋在逼近佛罗里达半岛期间再度减弱，最终于6月6日以热带风暴强度下限在巴拿马市海滩以西不远处登陆，此后不久便完全消散。

## 影响和纪录

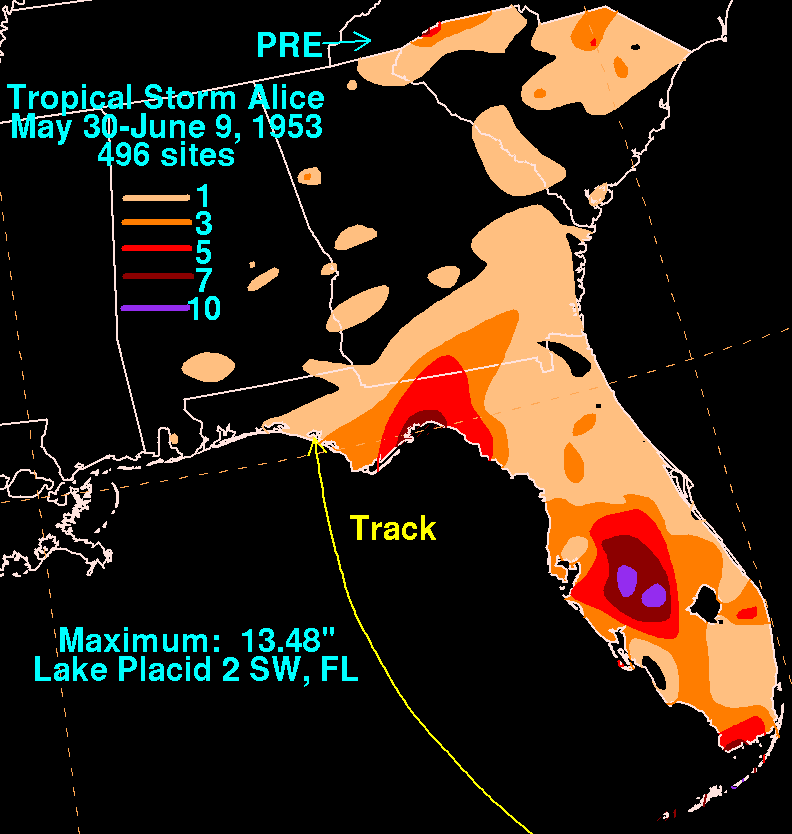
爱丽丝的降水分布

风暴行进至古巴西部附近时降下暴雨，为当地持续九个月之久的干旱划上句点。降水引发洪灾，报导称当地有多人淹死，但消息没有得到确认。
美国国家飓风中心开始针对风暴发布公告的同时向基韦斯特至塔彭斯普林斯间的佛罗里达州西海岸发布风暴警告；与此同时，该机构还向棕榈滩及其南侧的佛罗里达东海岸地区发布小型船只警告。爱丽丝在该州产生暴雨，佛罗里达中部的普莱西德湖降水最多，达342毫米，该州旱情因此缓解。佛罗里达西北狭长地带沿线多个空军和海军基地的工作人员将飞机固定，基地没有发布撤离令，受到的影响以小雨为主。佛罗里达州的损失情况缺乏统计和报导。
1950至1952年间的大西洋飓风是用美国陆军/海军联合拼音字母命名。1953年大西洋飓风季开始前，气象机构变更命名法，改为使用女性人名，“爱丽丝”（Alice）便是此次调整后使用的第一个名字。此后一直到1979年，北大西洋热带气旋才开始在命名时采用男性人名。名称“爱丽丝”之后在1954年6月和12月两度使用，还曾在1973年使用。